# Margaretha Krook

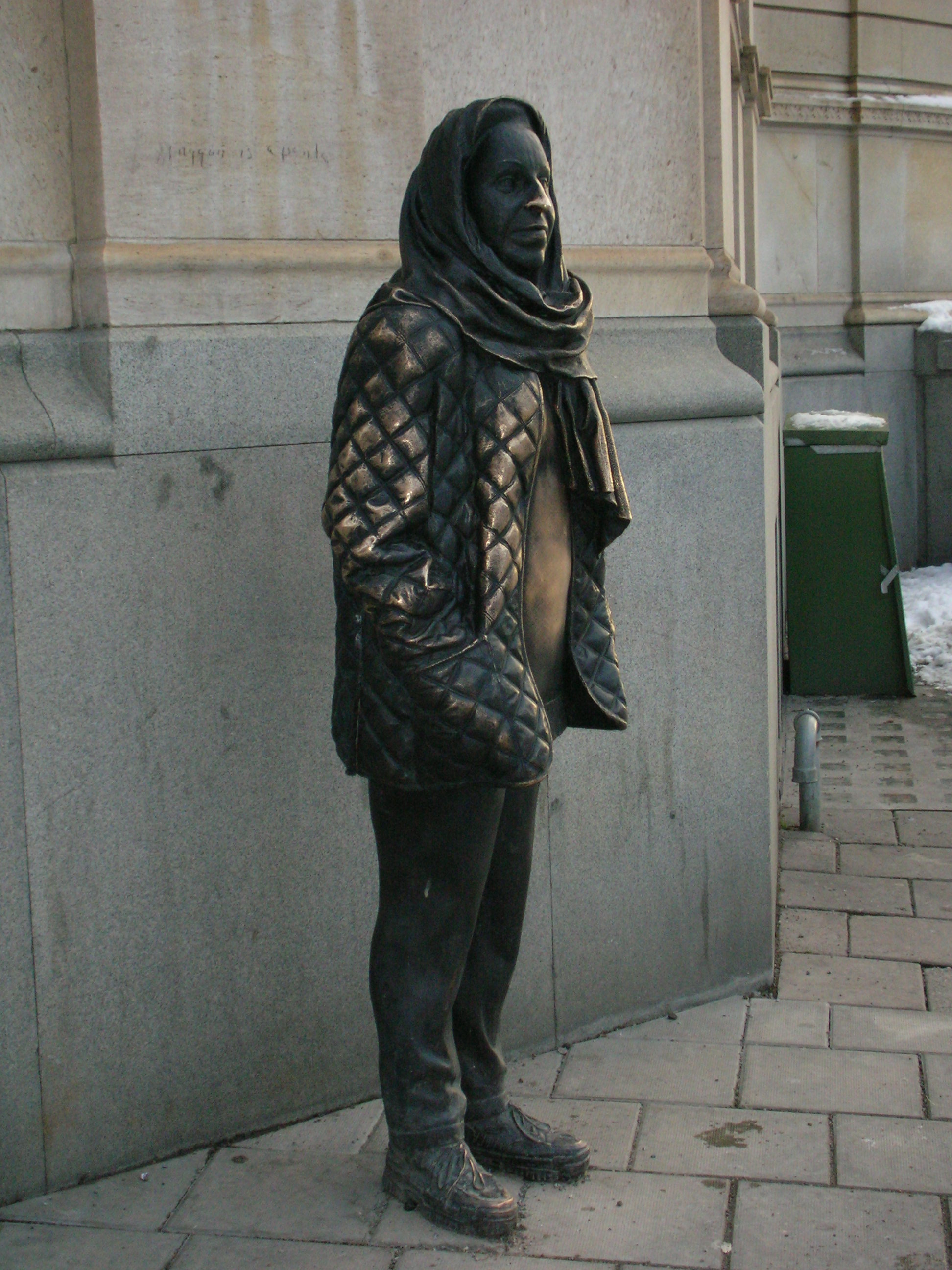
Statue von Margaretha Krook vor dem Königlichen Dramatischen Theater in Stockholm

Margaretha Knutsdotter Krook (* 15. Oktober 1925 in Stockholm; † 7. Mai 2001 ebenda) war eine schwedische Bühnen- und Filmschauspielerin.

## Leben
Sie wuchs als Tochter von Major Knut Krook (1872–1947) und Margareta Svensson (1900–1989) mit ihrer jüngeren Schwester Gunilla in Norrtälje auf und besuchte die Grundschule Nya Elementar im Stockholmer Stadtteil Åkeshov. Bereits in der Schule war sie im Theaterklub und trat bei Schulaufführungen auf. Nach einer Ausbildung zur Flugbegleiterin nach dem Ende des Zweiten Weltkriegs und einer künstlerischen Ausbildung an der Beckmans Skola för Reklam Illustration Mode erhielt sie von 1948 bis 1951 ihre Ausbildung an der renommierten Stockholmer Schauspielschule Dramatens elevskola des Königlichen Dramatischen Theaters (Dramaten). Unter ihren Klassenkameraden waren Allan Edwall, Jan Malmsjö und Max von Sydow. Von 1956 bis 1981 war sie mit dem Flugnavigator Stig Hammar verheiratet. Aus der Ehe stammt Tochter Lotta.
Von 1949 bis zu ihrem Tod 2001 war sie als Schauspielerin tätig und arbeitete unter anderem mit Lars Norén, Gösta Ekman, Tage Danielsson und Hans Alfredson. Von 1952 bis 1954 hatte sie Engagements an den Stadttheatern Östgötateatern in Norrköping, 1955 bis 1957 am Helsingborgs stadsteater und 1958 bis 1959 am Göteborgs stadsteater. Von 1962 bis 1999 gehörte sie zum Ensemble des Königlichen Dramatischen Theaters. Daneben drehte sie zahlreiche Filme und trat als Radio- und TV-Entertainerin langjährig im Sveriges Television und Sveriges Radio auf.
Sie galt als eine der führenden weiblichen Schauspielerinnen Schwedens und facettenreiche Mimin, die neben schweren Charakterrollen auch Talent für komische Rollen hatte. Für ihr Wirken wurde sie mehrfach ausgezeichnet. Margaretha Krook starb im Stockholmer Krankenhaus Ersta sjukhus an Krebs. Ihre Asche befindet sich im Gedenkhain des Galärvarvskyrkogården auf Djurgården.

## Auszeichnungen
- 1966 gewann sie das Gösta Ekman-Stipendium der Teaterförbundet för scen och film (schwedische Vereinigung für darstellende Künste und Film).
- 1974 erhielt sie das O’Neill-Stipendium des Königlichen Dramatischen Theaters.
- 1975 wurde ihr mit der Litteris-et-Artibus-Medaille die höchste schwedische Auszeichnung auf dem Gebiet der Kunst und Literatur verliehen.
- 1976 wurde sie mit dem 12. Guldbagge als beste Hauptdarstellerin für den Film Släpp fångarne loss, det är vår! ausgezeichnet.
- 1978 gewann sie den Svenska-Dagbladet-Thaliapreis für ihre Darstellung der Alexandra Michailowna Kollontai in Kollontaj am Königlichen Dramatischen Theater in Stockholm unter der Regie von Alf Sjöberg. Der mit 25.000 Kronen dotierte Preis wird seit 1951 jährlich an eine Person vergeben, die sich in der Theaterwelt ausgezeichnet hat.
- 1993 erhielt sie den mit 75.000 Kronen dotierten Theaterpreis der Schwedischen Akademie, der an Bühnenkünstler, Regisseure und Dramatiker verliehen wird.
- 1995 wurde sie mit der königlichen Medaille Illis Quorum geehrt.
- 1998 wurde ihr die Goldmedaille der Teaterförbundet för scen och film verliehen.[3]
- 2002 wurde zum Gedenken an Margaretha Krook eine lebensgroße beheizte[5] Bronze-Statue vor dem Königlichen Dramatischen Theater in Stockholm aufgestellt.[2]

## Filmografie (Auswahl)
- 1949: Rya-Rya – Nur eine Mutter (Bara en mor)
- 1951: Miss Julie (Fräulein Julie)
- 1954: Karin Mansdotter (Karin Månsdotter)
- 1954: Der Herr von Tjurö (Storm över Tjurö)
- 1958: Nahe dem Leben (Nära livet)
- 1961: Swedenhielms (TV-Serie)
- 1963: Adam och Eva
- 1964: Die schwedische Hochzeitsnacht (Bröllopsbesvär)
- 1964: Svenska bilder
- 1966: Die Reise (Det går an)
- 1966: Persona
- 1966: Dr. Westers letzter Patient (Träfracken)
- 1966: Adam in Schweden (Adamsson i Sverige)
- 1968: Bombi Bitt och jag
- 1969: Bokhandlaren som slutade bada
- 1970: Ministern
- 1972: Mannen som slutade röka
- 1973: Die Hochzeit (Bröllopet)
- 1974: Vita nejlikan eller Den barmhärtige sybariten
- 1975: Släpp fångarne loss, det är vår!
- 1978: Die Abenteuer des Herrn Picasso (Picassos äventyr)
- 1980: Sverige åt svenskarna
- 1981: Snacka går ju…
- 1981: Sopor
- 1982: Reigen (Ringlek)
- 1986: Morrhår och ärtor
- 1989: Jönssonligan på Mallorca
- 1990: Den hemliga vännen
- 1992: Die besten Absichten (Den goda viljan)
- 1997: Rika barn leka bäst
- 2000: Gossip
- 2000: Dinosaurier (Dinosaur) (Stimme)
- 2002: Karlsson vom Dach (Karlsson på taket) (Stimme)[6]

## Theaterrollen (Auswahl)
| Jahr | Rolle / Stück                                                                                            | Regie               | Theater                                           |
| ---- | --- | ------------------- | ------------------------------------------------- |
| 1948 | Betsey Trotwood in David Copperfield Charles Dickens                                                     | Olle Hilding        | Dramaten                                          |
| 1949 | Glückspeters Reise (Lycko-Pers resa) August Strindberg                                                   | Göran Gentele       | Dramaten                                          |
| 1949 | Letta in Tod eines Handlungsreisenden Arthur Miller                                                      | Alf Sjöberg         | Dramaten                                          |
| 1949 | Die Perle der Wahrheit (Sanningens pärla) Zacharias Topelius                                             | Keve Hjelm          | Dramaten                                          |
| 1949 | En dag av tusen Maxwell Anderson                                                                         | Olof Molander       | Dramaten                                          |
| 1950 | Brand Henrik Ibsen                                                                                       | Alf Sjöberg         | Dramaten                                          |
| 1950 | Joséphine in La Folle de Chaillot Jean Giraudoux                                                         | Olof Molander       | Dramaten                                          |
| 1950 | Erik XIV. August Strindberg                                                                              | Alf Sjöberg         | Dramaten                                          |
| 1950 | Fräulein Fetterling in Radio Rescue Charlotte Chorpenning                                                | Arne Ragneborn      | Dramaten                                          |
| 1951 | Mrs. Shelby in Onkel Toms Hütte Harriet Beecher Stowe                                                    | Kenne Fant          | Dramaten                                          |
| 1951 | Amorina Carl Jonas Love Almqvist                                                                         | Alf Sjöberg         | Dramaten                                          |
| 1951 | Barbara in Der Diamant Friedrich Hebbel                                                                  | Rune Carlsten       | Dramaten                                          |
| 1951 | Simon trollkarlen Tore Zetterholm                                                                        | Arne Ragneborn      | Dramaten                                          |
| 1952 | De vises sten Pär Lagerkvist                                                                             | Alf Sjöberg         | Dramaten                                          |
| 1952 | Die Schwester in Furierna Enrique Suáres de Deza                                                         | Arne Ragneborn      | Dramaten                                          |
| 1952 | Harlekino och Harlekina Else Marie Fisher-Bergman                                                        | Kurt-Olof Sundström | Dramaten                                          |
| 1953 | Sheila Wendice in Bei Anruf Mord (Slå nollan till polisen) Frederick Knott                               | Keve Hjelm          | Östgötateatern, Stadsteatern Norrköping-Linköping |
| 1961 | Warja in Der Kirschgarten Anton Pawlowitsch Tschechow                                                    | Bengt Ekerot        | Stockholms stadsteater                            |
| 1963 | Ida Mortemart (Ida Totemar) in Victor oder Die Kinder an der Macht Roger Vitrac                          | Mimi Pollak         | Dramaten                                          |
| 1963 | Anna Kopecka in Schweyk im Zweiten Weltkrieg Bertolt Brecht                                              | Alf Sjöberg         | Dramaten                                          |
| 1963 | Mrs. Peachum in The Beggar’s Opera John Gay                                                              | Per-Axel Branner    | Dramaten                                          |
| 1964 | Lai in Tre knivar från Wei Harry Martinson                                                               | Ingmar Bergman      | Dramaten                                          |
| 1964 | Witwe Quin in Der Held der westlichen Welt John Millington Synge                                         | Lars-Erik Liedholm  | Dramaten                                          |
| 1964 | Å vilket härligt krig Charles Chilton                                                                    | Jackie Söderman     | Dramaten                                          |
| 1965 | Mutter Courage in Mutter Courage und ihre Kinder Bertolt Brecht                                          | Alf Sjöberg         | Dramaten                                          |
| 1965 | Königin Margarethe in Yvonne, die Burgunderprinzessin (Yvonne, prinsessa av Bourgogne) Witold Gombrowicz | Alf Sjöberg         | Dramaten                                          |
| 1966 | Questa sera si recita a soggetto (I afton improviserar vi) Luigi Pirandello                              | Mimi Pollak         | Dramaten                                          |
| 1967 | Barbara in Flickan i Montreal Lars Forssell                                                              | Jackie Söderman     | Dramaten                                          |
| 1967 | Claire in Empfindliches Gleichgewicht Edward Albee                                                       | Bo Widerberg        | Dramaten                                          |
| 1967 | Alice in Der Totentanz (Dödsdansen) August Strindberg                                                    | Ulf Palme           | Dramaten                                          |
| 1967 | Sobald fünf Jahre vergehen (Om fem år) Federico Garcia Lorca                                             | Donya Feuer         | Dramaten                                          |
| 1970 | Frau Vesterlund in Die Brandstätte (Brända tomten) August Strindberg                                     | Alf Sjöberg         | Dramaten                                          |
| 1971 | Sol, vad vill du mig? Birger Norman                                                                      | Ingvar Kjellson     | Dramaten                                          |
| 1971 | Dorine in Tartuffe Molière                                                                               | Mimi Pollak         | Dramaten                                          |
| 1971 | Modern Stanislaw Ignacy Witkiewicz                                                                       | Alf Sjöberg         | Dramaten                                          |
| 1972 | Gina in Die Wildente (Vildanden) Henrik Ibsen                                                            | Ingmar Bergman      | Dramaten                                          |
| 1974 | Agrippina in Britannicus Jean Racine                                                                     | Ernst Günther       | Dramaten                                          |
| 1974 | Magdelone in Die Maskerade (Den jäktade) Ludvig Holberg                                                  | Henning Moritzen    | Dramaten                                          |
| 1975 | Staden spelar upp! Carl Zetterström                                                                      | Lars Amble          | Dramaten                                          |
| 1977 | Ranstadvalsen Jan Guillou und Gunnar Ohrlander                                                           | Margaretha Byström  | Dramaten                                          |
| 1977 | Die Dämonen (Onda andar) Fjodor Michailowitsch Dostojewski                                               | Ernst Günther       | Dramaten                                          |
| 1978 | Alexandra Michailowna Kollontai in Kollontaj Agneta Pleijel                                              | Alf Sjöberg         | Dramaten                                          |
| 1983 | Alice in Der Totentanz (Dödsdansen) August Strindberg                                                    | Göran Graffman      | Dramaten                                          |
| 1985 | Gertrude Stein in Gertrude Stein, Gertrude Stein, Gertrude Stein Marty Martin                            | Brigitte Ornstein   | Dramaten                                          |
| 1987 | Barbro in Titta det blöder Kristina Lugn                                                                 | Staffan Roos        | Dramaten                                          |
| 1988 | Frau Kristina, Olofs Mutter in Meister Olof (Mäster Olof) August Strindberg                              | Lennart Hjulström   | Dramaten                                          |
| 1991 | Carlotta in Und gib uns die Schatten (Och ge oss skuggorna) Lars Norén                                   | Björn Melander      | Dramaten                                          |
| 1994 | Die Mumie, die Frau des Obersten in Die Gespenstersonate (Spöksonaten) August Strindberg                 | Andrzej Wajda       | Dramaten                                          |
| 1995 | A in Three Tall Women (Tre långa kvinnor) Edward Albee                                                   | Björn Melander      | Dramaten                                          |
| 1996 | Adele von Ripa in Fint folk Kent Andersson                                                               | Thommy Berggren     | Dramaten                                          |
| 1996 | Dienerin Marotte in Die lächerlichen Preziösen (De löjliga preciöserna) Molière                          | Thommy Berggren     | Dramaten                                          |
| 1997 | Maria Callas in Masterclass Terrence McNally                                                             | Björn Melander      | Dramaten                                          |
| 1998 | Winnie in Glückliche Tage (Lyckliga dagar) Samuel Beckett                                                | Karl Dunér          | Dramaten                                          |